# Alexander Nevskikerk (Potsdam)
De Alexander Nevskikerk (Duits: Alexander-Newski-Gedächtniskirche, Russisch : Александро-Невский храм) is een Russisch-orthodoxe kerk op de Kapellenberg in Potsdam. Het is de oudste Russisch-orthodoxe kerk in West-Europa. De kerk vormt onderdeel van de kolonie Alexandrowka die sinds 1999 op de werelderfgoedlijst van UNESCO prijkt.

## Geschiedenis
De kerk werd gebouwd in opdracht van de koning van Pruisen, Frederik Willem III, in verband met de aanleg van de Russische kolonie Alexandrowka. In september 1826 werd de eerste steen gelegd van de kerk die symbool stond voor de nauwe band tussen de hoven van Pruisen en Rusland.
De eerste eredienst vond plaats op 10 juni 1829 in aanwezigheid van tsaar Nicolaas en zijn echtgenote tsarina Alexandra Fjodorovna tijdens hun bezoek aan Pruisen in verband met de viering van het huwelijk van prins Wilhelm en prinses Augusta. De officiële inwijding van de kerk vond twee maanden later plaats, in het bijzijn van de Pruisische koninklijke familie, de protestantse bisschop Rulemann Friedrich Eylert en veel officiële vertegenwoordigers. Ter nagedachtenis aan de in 1825 overleden tsaar Alexander werd het kerkgebouw op 11 september 1829 gewijd aan Alexander Nevski, de schutspatroon van de tsaar.
De Alexander Nevskikerk is in de oud-Russische stijl gebouwd naar ontwerp van de Sint-Petersburgse hofarchitect Vassili Petrovitsj Stassov. Karl Friedrich Schinkel voegde aan het gebouw classicistische stijlelementen toe.
Per 1 april 1927 ging de Russische kolonie over op de Duitse staat en in 1934 werd de kerk gesloten voor Russisch-orthodoxe erediensten. Sinds 1949 staat de kerk onder de jurisdictie van het Patriarchaat van Moskou. Na de dood van de dienstdoende geestelijke in 1968 werden er nog sporadisch diensten gevierd, totdat in 1986 een nieuwe priester werd aangesteld. De bij de kerk horende geloofsgemeenschap bestaat tegenwoordig uit ongeveer 1.000 gelovigen.

## Afbeeldingen

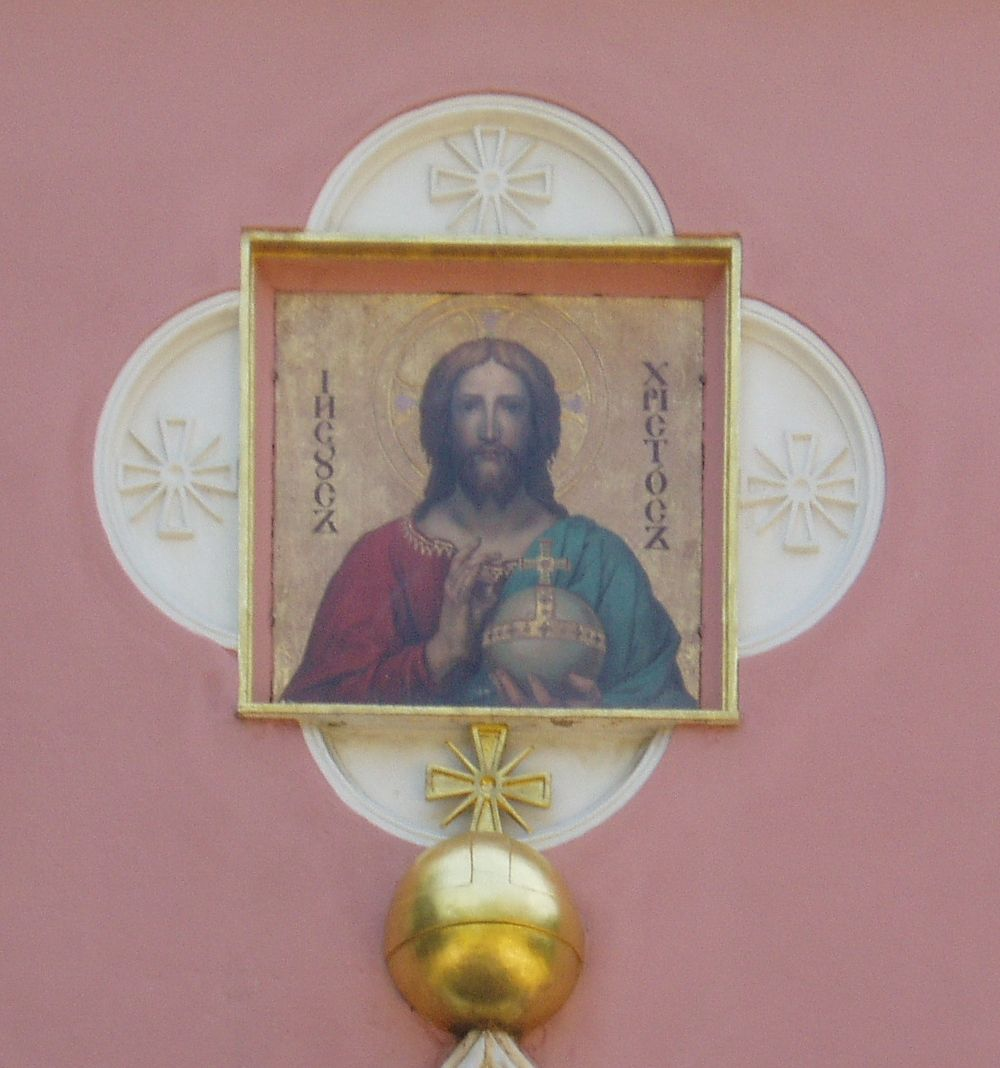
Icoon Christus westzijde kerk (Friedrich August von Kloeber)
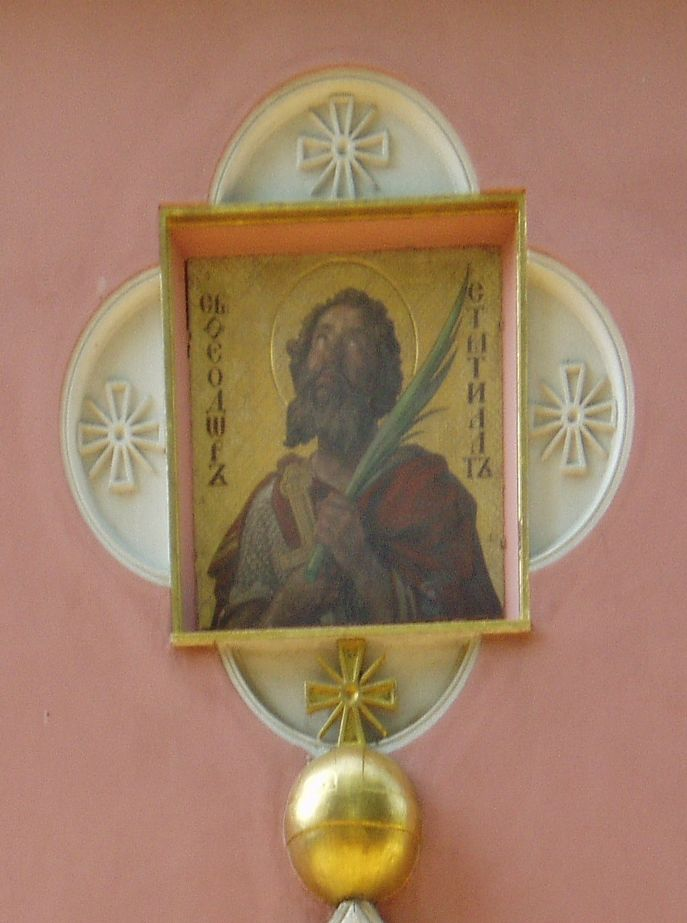
Icoon noordzijde
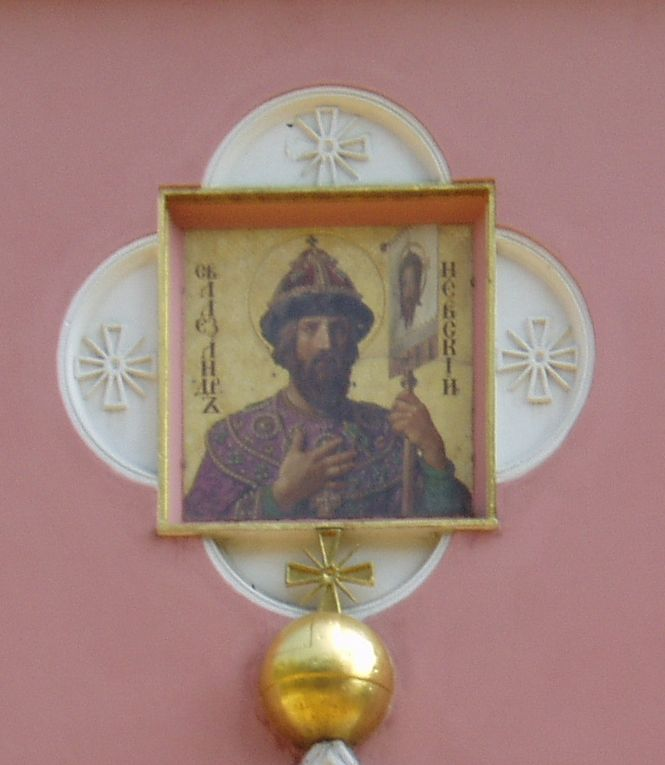
Icoon zuidzijde kerk Alexander Nevski
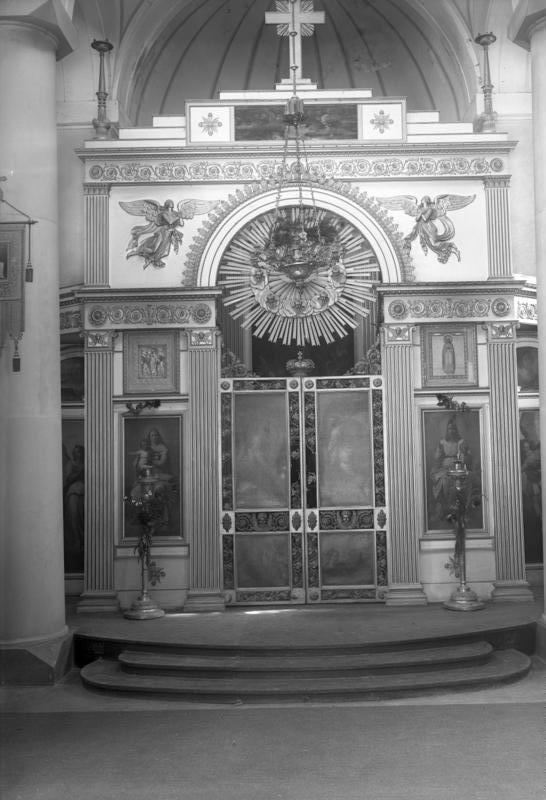
Iconostase (foto 1931)